# ヘテロダイヤモンド
ヘテロダイヤモンド(Heterodiamond)は、ホウ素、炭素、窒素を含む超硬度材料である。爆発的な衝撃波がダイヤモンドと立方晶系窒化ホウ素が混合した場合等、高温高圧下で形成される。ヘテロダイヤモンドは、ナノ結晶と微粒子が凝固して深青い黒みを帯びた多結晶材料である。ダイヤモンドの硬さと立方晶系窒化ホウ素の高い熱耐性を併せ持っている。これらの性質は、ダイヤモンド構造が、炭素原子とその他の原子の間のsp3混成軌道のシグマ結合と結びついているためである。
立方晶系のBC2Nは、グラファイト状のBC2Nを、18 GPa以上の圧力、2200 K以上の温度で処理することで合成できる。c-BC2Nの体積弾性率は、282 GPaと、ダイヤモンドとc-BNに次いで、既知の固体で最も高いものの1つである。c-BC2Nの硬度は、c-BNの単結晶よりも高い。